# Verbindung gesucht
Verbindung gesucht ist der erste Spielfilm des saarländischen Regisseurs Roman Redzimski aus dem Jahr 2021. Der Film basiert auf einer Studie der Universität des Saarlandes, die Studentenverbindungen und Burschenschaften auf demokratische Inhalte untersucht hat.

## Handlung
Der junge Italiener Michael kommt zum Studium nach Saarbrücken, scheitert aber bei der Wohnungssuche. Der Vater seiner Freundin Naomi besitzt eine Villa, deren Zimmer er vermietet. Michael bekommt dort ein Zimmer unter der Bedingung, einer Studentenverbindung beizutreten. Durch die Verbindung knüpft Michael neue Kontakte und lernt eine ganz neue Welt kennen, welche ihn so sehr fasziniert, dass er seine Freundin zwischenzeitlich aus den Augen verliert.

## Produktion und Veröffentlichung
Der Film wurde von dem Regisseur Roman Redzimski produziert. Er entstand im Sommer 2019 im Saarland, in Saargemünd und am Hambacher Schloss. Verbindung gesucht wurde auf DVD bei Pidax veröffentlicht, läuft auf Apple TV+ und wurde am 21. Dezember 2021 im Saarlouiser Capitol-Kino gezeigt.